# Гогитидзе, Герман Иосифович
Ге́рман (Ге́рманэ) Ио́сифович Гогити́дзе (груз. გერმანე გოგიტიძე;12 сентября 1886, Озургети — 7 марта 1960, Тбилиси) — грузинский и советский организатор кинопроизводства, режиссёр, продюсер, театральный деятель, один из основателей грузинского кинематографа.

## Биография
Родился в Озургети Кутаисской губернии. Высшее юридическое образование получил в Париже.
В 1910 году вернулся в Грузию, вместе с женой поселился в Озургети. В 1913—1917 годах являлся уполномоченным Озургетского городского общественного управления. В 1914 году на собственные средства открыл в Озургети театр с залом на 250 мест и передвижной сценой, который через несколько лет был преобразован в кинотеатр «Иллюзия». В театре работал режиссёром, актёром, реквизитором и продавцом билетов.
Стоял у истоков грузинского кинематографа. Инициатор, вдохновитель и продюсер первого грузинского художественного фильма «Христинэ» (груз. ქრისტინე; 1918). После образования Грузинской демократической республики в 1918 году руководил съёмкой кинохроники, были сняты документальные фильмы «Передача Батуми Грузии», «Азербайджанский фронт», «Батумские крепости», «26 мая 1919 года», «Делегация руководителей Второго Интернационала» и другие.
В 1921—1922 годах — заведующий кинопроизводством Киносекции Наркомпроса Грузии, в 1923 году — заведующий Киносекцией.
В 1923—1928 годах — директор-распорядитель АО «Госкинпром Грузии». Весной 1925 года находился в командировке в Германии и Франции, в Берлине вёл переговоры с Фрицем Лангом о возможности экранизации режиссёром «Витязя в тигровой шкуре» Шота Руставели. Сыграл большую роль в развитии и пропаганде киноискусства в Грузии, благодаря его усилиям грузинские фильмы были показаны за рубежом.
В 1928 году был уволен с должности в связи с перерасходом бюджетных средств при съёмке кинокартин.
В апреле 1949 года арестован по политическим мотивам, в 1950 году приговорён к 15 годам ИТЛ. Наказание отбывал в Минлаге в Коми АССР. Освобождён в июле 1956 года. Реабилитирован.
Автор книги «Из прошлого грузинского кино» (груз. ქართული კინოს წარსულიდან).
Умер 7 марта 1960 года в Тбилиси.
В июле 2013 года в Тбилиси на стене дома (улица Костава, 9), в котором проживал Гогитидзе в период с 1922 по 1933 год, установлена мемориальная доска.

### Семья
- сын — Иосиф Германович Гогитидзе (1914—?)[28].

## Фильмография

### Продюсер
- 1916—1918 — Христинэ
- 1921 — Арсен Джорджиашвили
- 1922 — Сурамская крепость
- 1923 — Красные дьяволята
- 1923 — У позорного столба / Отцеубийца

### Режиссёр
- 1916—1918 — Христинэ (совместно с А. Р. Цуцунавой)